# Fable: The Journey
Fable: The Journey – fabularna gra akcji, czwarta z serii gier Fable. Została stworzona przez Lionhead Studios i wydana przez Microsoft Studios na konsolę Xbox 360, jako tytuł przeznaczony specjalnie na kontroler Kinect. Gra została zapowiedziana w 2011 roku na targach Electronic Entertainment Expo, podczas których ogłoszono, że gra stanie się niezależnym tytułem. Fable: The Journey zostało wydane 9 października 2012 roku w Stanach Zjednoczonych oraz 12 października 2012 w Europie. Gracz wciela się w młodego mieszkańca Albionu o imieniu Gabriel, który podczas swoich podróży trafia na niewidomą, starą wieszczkę Teresę. Wraz z nią musi pokonać zło zagrażające całej krainie.